# Arhitektura u 1861.
◄◄ | ◄ | 1858. | 1859. | 1860. | 1861.  | 1862. | 1863. | 1864. | ► | ►►
Arhitektura • Astronomija • Biologija • Fotografija • Glazba • Kazalište • Kemija • Kiparstvo • Knjige • Književnost • Kršćanstvo • Meteorologija • Medicina • Planinarstvo • Politika • Pravo • Promet • Slikarstvo • Šport • Znanost • Željeznički promet
Arhitektura u 1861.

## Svijet

### Rođenja
- 6. siječnja − Victor Horta, belgijski arhitekt i dizajner († 1947.)

## Vanjske poveznice
|  | Zajednički poslužitelj ima još gradiva o temi Arhitektura u 1860-im |